# T’Pau
T’Pau – brytyjski zespół pop-rockowy założony w 1986 roku, znany z przebojów „China in Your Hand” i „Heart and Soul”.

## Historia
Nazwa zespołu została zapożyczona od imienia postaci z telewizyjnej serii Star Trek. T’Pau zadebiutowali w roku 1987 singlem „Heart and Soul”, który przyniósł im spory sukces. W tym samym roku jeden z ich największych hitów – ballada „China in Your Hand” – przez 5 tygodni utrzymywał się na pierwszym miejscu brytyjskiej listy przebojów. Debiutancki album zespołu, Bridge of Spies, w USA zatytułowany po prostu T’Pau, uplasował się na szczycie listy sprzedaży w Wielkiej Brytanii i pokrył się tam czterokrotną platyną. Druga płyta, Rage, została wydana w 1988 roku i pomimo tego, że zawierała spory przebój „Secret Garden”, nie dorównała popularnością poprzedniej.
Po trzyletniej przerwie, w 1991 roku ukazał się trzeci album zespołu, The Promise. Dotarł do pierwszej dziesiątki najlepiej sprzedających się płyt w Wielkiej Brytanii i zdobył status srebrnego. Płyta zawierała przebój „Whenever You Need Me”, jednak wkrótce po jej wydaniu grupa rozwiązała się. W 1994 roku ukazała się kompilacja przebojów T’Pau, która cieszyła się jednak średnim zainteresowaniem.
Wokalistka Carol Decker reaktywowała zespół w 1998 roku w nowym składzie. Wydana została nowa płyta, Red, która zawierała nową wersję „Heart and Soul”. Spotkała się ona jednak z porażką komercyjną. W 2007 roku, w 20. rocznicę pierwszych sukcesów zespołu, wydany został singel „Just Dream”, a rok później grupa wzięła udział w trasie koncertowej Here and Now. Obecnie grupa nadal koncertuje, a Decker gościnnie pojawia się w programach telewizyjnych.

## Skład grupy
- Carol Decker (ur. 10 września 1957 w Huyton) – wokalistka, autorka tekstów
- Dean Howard (ur. 7 maja 1961 w Londynie) – gitarzysta prowadzący
- Ronnie Rogers (ur. 13 marca 1959 w Shrewsbury) – gitarzysta, autor tekstów
- Tim Burgess (ur. 6 października 1961 w Macclesfield) – perkusista
- Michael Chetwood (ur. 26 sierpnia 1954 w Telford) – klawiszowiec
- Paul Jackson (ur. 8 sierpnia 1961 w Telford) – basista

## Dyskografia
- 1987: Bridge of Spies
- 1988: Rage
- 1991: The Promise
- 1993: Heart and Soul – The Very Best of T’Pau
- 1997: The Greatest Hits
- 1998: Red
- 2003: Greatest Hits Live!